# رشيد ركادي
رشيد ركادي  (1974 المغرب) هو لاعب كرة قدم مغربي سابق. يشغل الآن منصب المدير الفني للنادي الرياضي القنيطري.